# NGC 2360
NGC 2360 (také známá jako Caldwell 58) je otevřená hvězdokupa v souhvězdí Velkého psa vzdálená přibližně 6 200 světelných let. Objevila ji Caroline Herschel, sestra britského astronoma Williama Herschela, 26 února 1783
a připsala k ní poznámku: "nádherná kupa pěkně zhuštěných hvězd skoro půl stupně v průměru."
Její záznam zůstal zapomenut až do roku 1786, kdy hvězdokupu zapsal Herschel do svého katalogu 1000 hvězdokup a mlhovin a potvrdil Caroline jako objevitelku.

## Pozorování

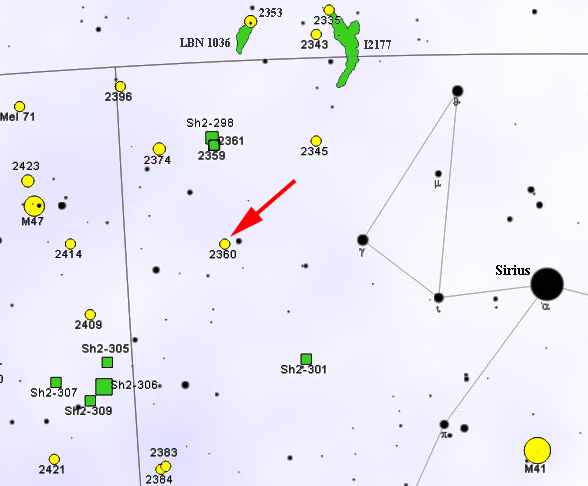
Poloha NGC 2360 v souhvězdí Velkého psa

Na obloze se nachází 3,5 stupně východně od hvězdy γ CMa, méně než 1 stupeň severozápadně od zákrytové proměnné dvojhvězdy R Canis Majoris a 20' východně od nesouvisející hvězdy HD 56405 s magnitudou 5,5.
5 stupňů směrem na východ se nachází hvězdokupa Messier 47 a ještě o stupeň a půl dále Messier 46. Je viditelná i triedrem, ale až středně velký amatérský astronomický dalekohled ukáže několik desítek slabších hvězd seřazených do dlouhých řetězců.

## Vlastnosti
Americký astronom Olin J. Eggen při svém výzkumu hvězdokupy v roce 1968 zjistil, že nejjasnější hvězda 9. magnitudy (HD 56847) na okraji hvězdokupy se na ni pouze náhodně promítá a není jejím členem. Našel také jednoho nebo možná dva modré opozdilce,
tedy neočekávaně horké a zářivé hvězdy, které se zdají být mladší než okolní hvězdy a pravděpodobně vznikly nasáváním hmoty z okolních hvězd.
V současné době jsou již známi čtyři.
Rozborem hmotnosti nejmenších hvězd, které dospěly do stádia červených obrů, tedy hvězd o hmotnosti 1,8 až 1,9 hmotností Slunce, odhadli švýcarští astronomové Jean-Claude Mermilliod a Michel Mayor stáří hvězdokupy na 2,2 miliardy let.